# 9844 Otani
9844 Otani este un asteroid din centura principală de asteroizi.

## Descriere
9844 Otani este un asteroid din centura principală de asteroizi. A fost descoperit pe 23 noiembrie 1989 la Yatsugatake de Yoshio Kushida și Osamu Muramatsu. Asteroidul prezintă o orbită caracterizată de o semiaxă mare de 2,70 ua, o excentricitate de 0,22 și o înclinație de 12,9° în raport cu ecliptica.